# Caribou (album)
Caribou – ósmy studyjny album brytyjskiego piosenkarza i kompozytora Eltona Johna, wydany w 1974. Był to jego czwarty krążek, który doszedł do szczytów notowań w USA i zarazem czwarty, któremu udało się tego dokonać w Wielkiej Brytanii. Album był promowany przez piosenki: „Don’t Let the Sun Go Down on Me”, która doszła do numeru 16. w Wielkiej Brytanii i do 2. w USA oraz „The Bitch Is Back” (15. miejsce w UK i 4. w USA). Nazwę album zawdzięcza studiu nagraniowemu Caribou Ranch, gdzie powstał.

## Spis utworów
Strona pierwsza
| 1. | „The Bitch is Back”       | 3:44  |
|    |                           |       |
| 2. | „Pinky”                   | 3:54  |
|    |                           |       |
| 3. | „Grimsby”                 | 3:47  |
|    |                           |       |
| 4. | „Dixie Lily”              | 2:54  |
|    |                           |       |
| 5. | „Solar Prestige a Gammon” | 2:52  |
|    |                           |       |
| 6. | „You're So Static”        | 4:52  |
|    |                           |       |
|    |                           | 22:03 |
|    |                           |       |
Strona druga
| 1. | „I've Seen the Saucers”           | 4:48  |
|    |                                   |       |
| 2. | „Stinker”                         | 5:20  |
|    |                                   |       |
| 3. | „Don’t Let the Sun Go Down on Me” | 5:36  |
|    |                                   |       |
| 4. | „Ticking”                         | 7:28  |
|    |                                   |       |
|    |                                   | 23:12 |
|    |                                   |       |
Utwory dodatkowe (1995 – CD wznowienie)
| 1. | „Pinball Wizard” (Pete Townshend) | 5:09  |
|    |                                   |       |
| 2. | „Sick City”                       | 5:23  |
|    |                                   |       |
| 3. | „Cold Highway”                    | 3:25  |
|    |                                   |       |
| 4. | „Step into Christmas”             | 4:32  |
|    |                                   |       |
|    |                                   | 18:29 |
|    |                                   |       |

## Strony B
| Song           | Format                                     |
| -------------- | ------------------------------------------ |
| „Sick City”    | Don’t Let the Sun Go Down on Me 7" (US/UK) |
| „Cold Highway” | The Bitch is Back 7" (US/UK)               |

## Notowania
Album – Billboard (North America)
| Rok  | Lista                   | Pozycja |
| ---- | ----------------------- | ------- |
| 1974 | UK Album Chart          | 1       |
| 1974 | US Billboard Pop Albums | 1       |

Single
| Rok  | Singiel                           | Lista                           | Pozycja |
| ---- | --------------------------------- | ------------------------------- | ------- |
| 1974 | „Don’t Let the Sun Go Down on Me” | UK Singles Chart                | 16      |
| 1974 | „Don’t Let the Sun Go Down on Me” | US Billboard Adult Contemporary | 3       |
| 1974 | „Don’t Let the Sun Go Down on Me” | US Billboard Pop Singles        | 2       |
| 1974 | „The Bitch Is Back”               | UK Singles Chart                | 15      |
| 1974 | „The Bitch Is Back”               | US Billboard Pop Singles        | 4       |